# Dom Mintoff
Dom Mintoff (eredetileg Duminku Mintoff, angolul Dominic Mintoff (Bormla, 1916. augusztus 6. – Tarxien, 2012. augusztus 20.) máltai politikus, 1955–1958 és 1971–1984 között Málta miniszterelnöke. Közismert beceneve Il-Perit ("építész").

## Civil élete
A Royal Navy egyik szakácsa, Lawrence Mintoff és Concetta Farrugia fiaként született. 1936-ban belépett a Máltai Munkáspártba, amelynek 1937-től 1939-ig főtitkára volt. A máltai és az oxfordi egyetemen tanult, majd a második világháború idején hadimérnökként dolgozott a British War Office-nál, amíg 1943-ban hazatért szülőhazájába. Ettől az évtől részt vett a Munkáspárt újjászervezésében. Politikai pályája egy fél évszázadon ívelt át, miközben részt vett az ország függetlenné majd köztársasággá válásának, és a britek kivonulásának előkészítésében. 1998-ban vonult vissza, azóta tarxieni otthonában élt. 2010 szeptemberében kisebb infarktuson esett át, ami miatt két hetet a Mater Dei kórházban töltött. Ezután is sokszor került kórházba. 2012. augusztus 20-án hunyt el Tarxienben.

## Politikai pályája
1944-től volt a Máltai Munkáspárt tagja. 1949-ig számos pozíciót betöltött a gyarmati közigazgatásban. 1947-től miniszterelnök-helyettes volt, ám szélsőségesen szocialista nézetei ellenállást váltottak ki a konzervatívabb pártvezetésben, ezért végül lemondott. 1955-ben aztán heves kampány után a párt vezetőjévé választották. Ugyanabban az évben miniszterelnök is lett, ezzel ő volt hivatott tisztázni Málta viszonyát Nagy-Britanniával. Mintoff az integráció mellé állt: Málta legyen az Egyesült Királyság szerves része, és küldjön képviselőket a brit parlamentbe. Amikor a kiírt népszavazás elbukott, pozíciója megingott, és 1958-ban lemondott. Eközben összetűzésbe keveredett a máltai érsekkel is a katolikus egyház szerepével kapcsolatban, és 1962-ben eltiltották a szentségek vételétől is. Abban az évben a keresztény választók elsöprő többséggel a Nemzeti Pártnak szavaztak bizalmat, ez hét évig így maradt.
1964-ben a köztársaság kikiáltásán sem jelent meg, így tiltakozva a britek elnyújtott jelenléte ellen. Később belátta, hogy mindez taktikai hiba volt, ezért kitartóan igyekezett jó kapcsolatot kialakítani az egyházi személyiségekkel. Kilenc ellenzékben töltött év után a Munkáspárt 1971-ben megnyerte a választásokat, és Mintoff ismét miniszterelnök lett. 1974-ben Málta köztársaság lett, és Mintoff szokatlan külpolitikába kezdett: jó viszonyt ápolt a Szovjetunióval, Kínával és különböző arab államokkal (utóbbit meghatározta számára Málta arab múltja). Közülük a legfontosabb Kadhafi Líbiája volt, hiszen csupán 300 kilométerre van Máltától, bár a viszonyt rontotta a kontinentális talapzatból kitermelhető olaj fölötti fennhatóság kérdése.
1979-ben lejárt a britek bérlete a katonai bázisokra, és Mintoff olyan feltételeket szabott a hosszabbításra, hogy a Royal Navy kivonult Máltáról. 1981-ben újra szembekerült az egyházzal, és a szavazók ismét a Nemzeti Pártnak szavaztak többséget. A parlamentben azonban egyetlen hellyel többet tartottak meg, így Mintoff kisebbségben is a helyén maradhatott. A növekvő ellentétek miatt azonban 1984 decemberében lemondott. 1987-ig még Karmenu Mifsud Bonniċi miniszterelnök tanácsadója volt. Parlamenti székét még egy évtizedig megtartotta. 1998-ban a munkáspárti Alfred Sant miniszterelnök egy indítványa az ő mindent eldöntő szavazatával bukott meg, ezért támogatottság híján új választásokat kellett kiírni. Ekkor vonult vissza a politikától, bár egészen a 2000-es évek végéig többször eljátszott a gondolattal, hogy újra politizáljon.

## Kitüntetései
- A Líbiai Köztársaság Érdemrendje (1971)
- A Tunéziai Köztársaság Grand Cordon De l'Ordre de la Republique kitüntetése (1973)
- A görögországi Ponterios egyetemén díszdoktori cím (1976)
- Marokkó Gran Cordon of Oissam Alaouite Érdemrendje (1978)

## Kapcsolódó oldalak
- Málta miniszterelnökeinek listája